# Generation Swing
Generation Swing ist ein Lied von Two of Us. Es wurde im Januar 1986 veröffentlicht.

## Entstehung und Veröffentlichung
Der Song wurde von Ulrich Herter gemeinsam mit Timothy Touchton geschrieben und von Hubert Kemmler alias Hubert Kah und Herter produziert. Nachdem bei Blue Night Shadow teils Swing-Elemente verwendet wurden, wird nun auch im Songtext, der von einer vermeintlichen Generation Swing beziehungsweise einem Generation Swing handelt, mit solchen Elementen gespielt. Das verwendete Saxofon verweist musikalisch darauf.
Im Januar 1986 erschien die Single bei Blow Up Records. Die B-Seite enthält den Song Million Dollar Girl. Generation Swing erschien auch als erstes Stück auf dem Album Twice as Nice.

## Rezeption
Der Song erreichte als dritte und letzte Single des Duos eine Chartplatzierung in Deutschland, Platz 47.
Die Band trat mit ihm unter anderem am 4. März 1986 bei Formel Eins auf.

### Chartplatzierungen
| ChartsChartplatzierungen | Höchstplatzierung | Wochen |
| ------------------------ | ----------------- | ------ |
| Deutschland (GfK)        | 47 (6 Wo.)        | 6      |